# Campus Claude-Bernard
Le campus Claude-Bernard, aussi appelé « Le Delta », est un campus universitaire situé au 16, rue Claude-Bernard à Paris, dans le 5e arrondissement sur la montagne Sainte-Geneviève, initialement occupé par l'Institut national agronomique, puis par l'école d'ingénieurs AgroParisTech de 1889 à 2021.
Cet ensemble regroupera à la rentrée 2025 plusieurs écoles du groupe d'enseignement supérieur privé Galileo Global Education, dont Paris School of Business (PSB),,.

## Historique
Au XVIe siècle, s'y installe le jardin des Apothicaires. Le Collège de pharmacie y est érigé en 1777, puis l'École supérieure de pharmacie en octobre 1793. En 1882, l'École supérieure de pharmacie délaisse ses bâtiments ainsi que son jardin apothicaire à l'angle de la rue de l'Arbalète et de la rue Claude-Bernard pour s'installer sur l'avenue de l'Observatoire.
Trop à l'étroit dans ses locaux de la rue Réaumur, l'Institut national agronomique s'y installe alors la même année, construisant en 1889 de nouveaux bâtiments sur le jardin et conservant le bâtiment Louis XIII, ainsi que le grand amphithéâtre,. Le site continue de s'agrandir à la demande de l'école en 1912-1914 (rue Claude-Bernard) et en 1929 (rue de l'Arbalète).
Dès le début des années 2010, l'Institut national des sciences et industries du vivant et de l'environnement (AgroParisTech), qui a succédé à l'Institut national agronomique, réfléchit à un déménagement sur le plateau de Saclay, acté en 2015, et devenu le Campus Agro Paris-Saclay en 2022. Le site historique de la rue Claude-Bernard est vendu par l'État à un fonds d'investissement en juin 2019, le groupe Hertel, pour un montant supérieur à 100 millions d'euros.
En septembre 2025, Galileo Global Education doit y regrouper ses écoles parisiennes, dont Paris School of Business (PSB), le Cours Florent, l'IESA, Strate École de design, ou encore Penninghen,.

## Galerie

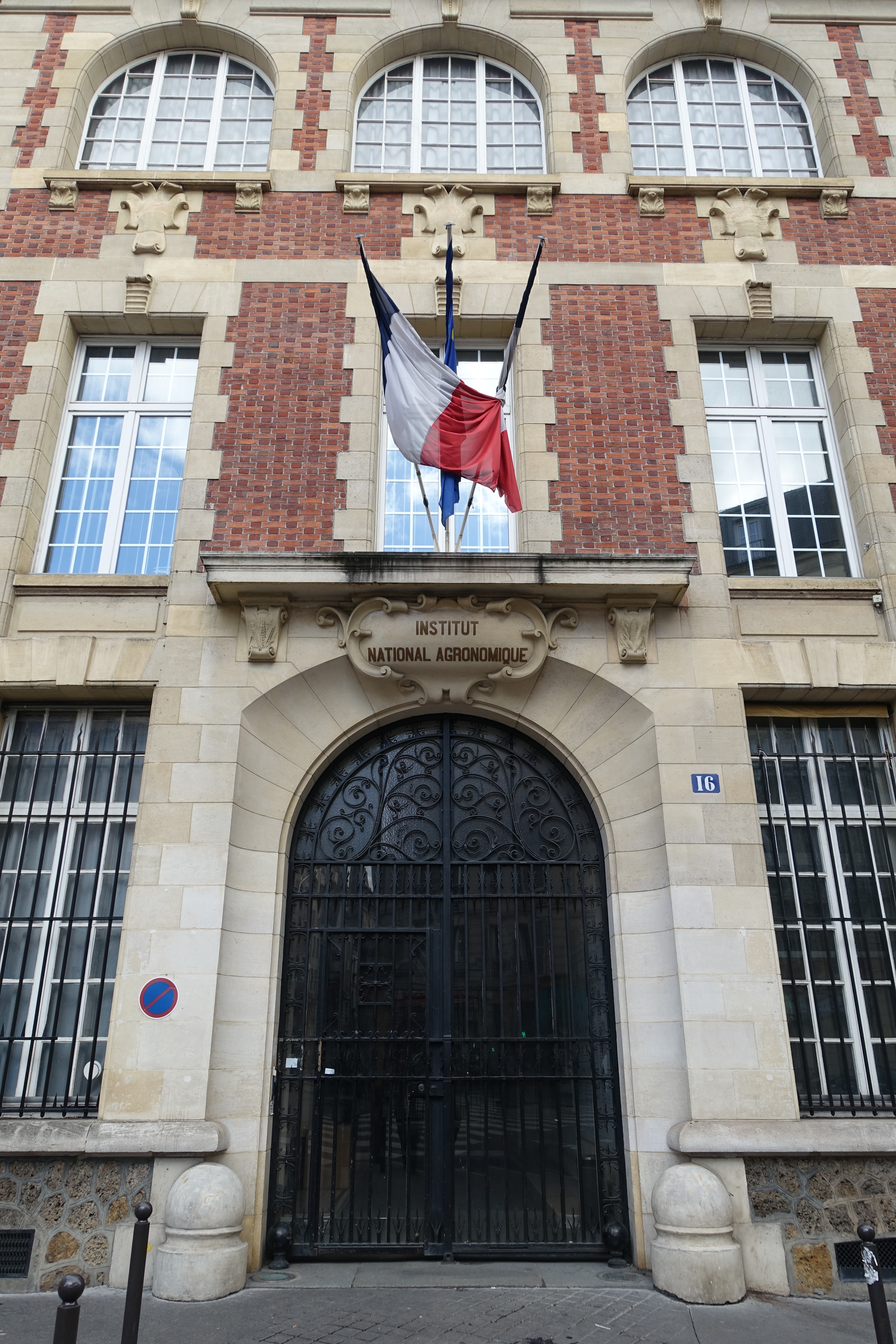
L'entrée principale.
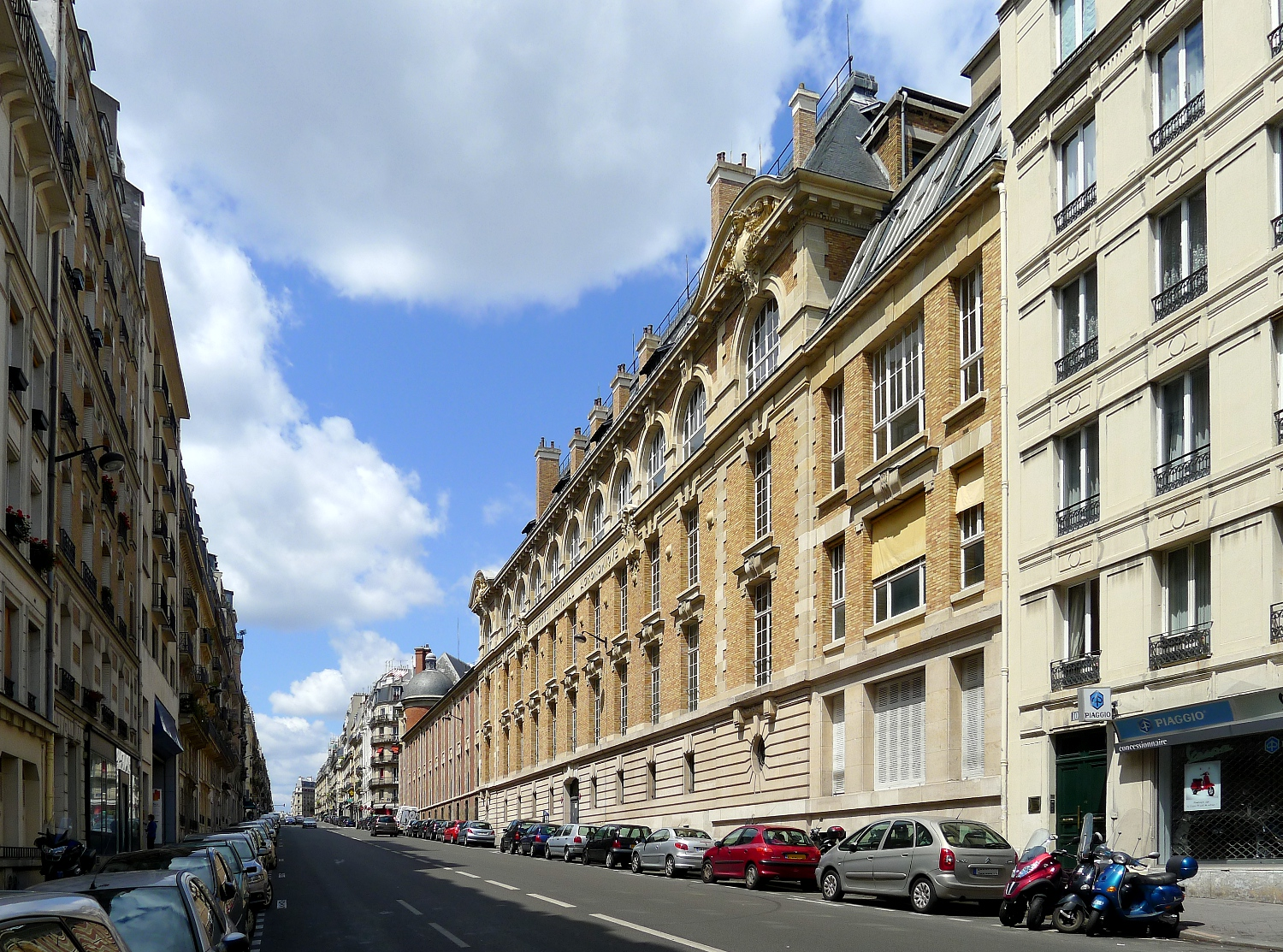
La façade de l'un des bâtiments, depuis la rue Claude-Bernard.
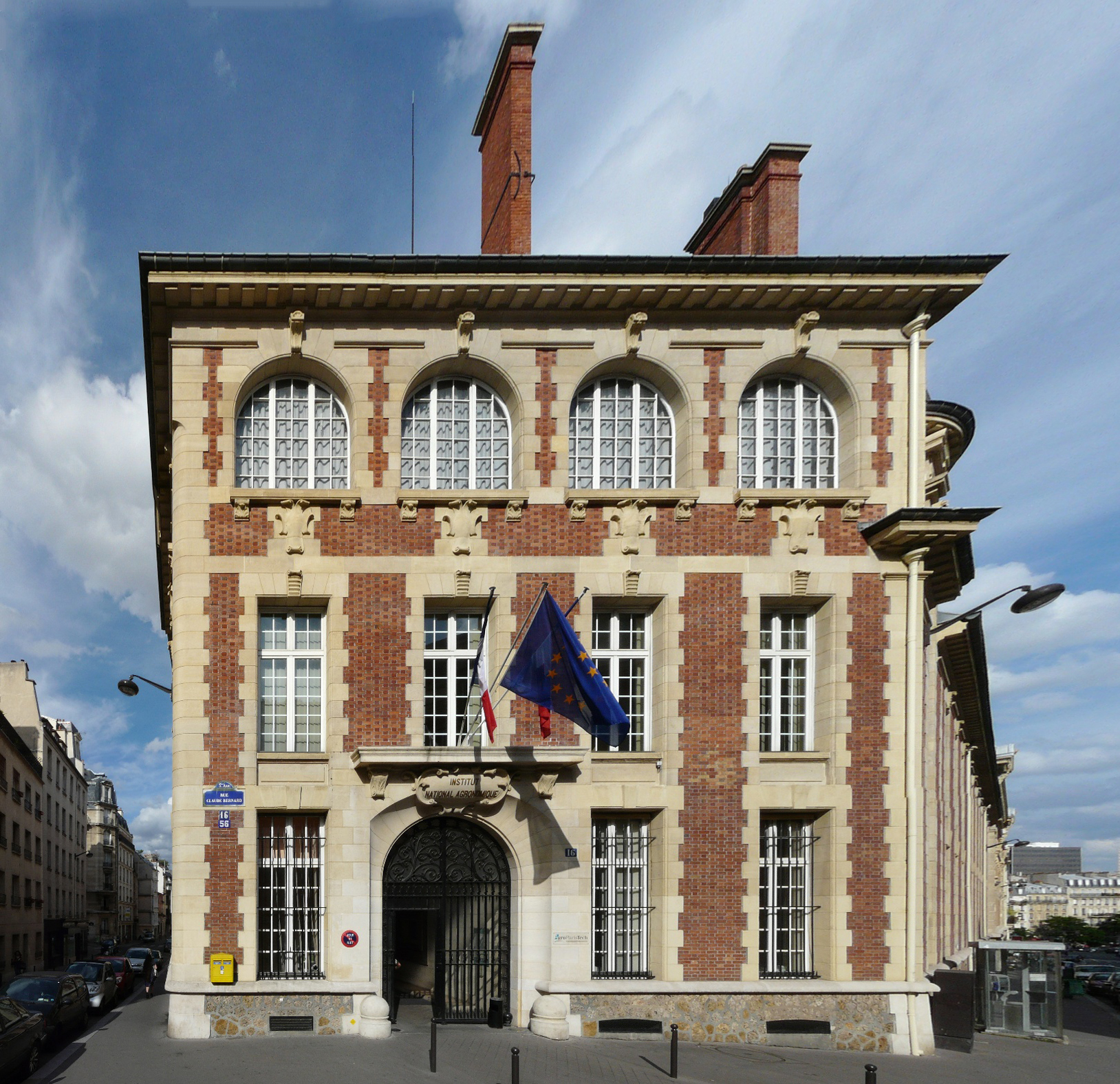
La façade et l'entrée principale en 2008.